# اندیس آنومالی ناو
آنومالی ناو یک اندیس فلزی است که در حوالی شهر خلخال استان گیلان قرار دارد و مادهٔ معدنی موجود در آن، طلا است.  